# Sidewalks
Sidewalks (рус. Тротуары) — второй студийный альбом американской дэнс-панк группы Matt & Kim, вышедший 2 ноября 2010 года на лейбле Fader Label.

## Об альбоме
Sidewalks записан с новым продюсером Беном Алленом и солистом группы Мэттом Джонсоном, вновь лейблом Fader Label. Альбом Sidewalks заметно отличался от двух предыдущих альбомах тем, что он записан с более выразительным звучанием хип-хопа, но при этом сохраненным оптимистичным стилем. Песни альбома были записаны в Атланте и в Нью-Йорке. Первый сингл Cameras из нового альбома выпущен 31 августа 2010 года, клип на который вышел 20 января 2011 года.

## Отзывы
Первый сингл Cameras почти сразу же после своего выходы поднялся на 14 строчку ITunes. На Metacritic альбом получили довольно смешанные но в целом благоприятные отзывы. В США копий альбома Sidewalks было продано больше, чем альбома Grand.

## Список композиций
1. Block After Block – 2:55
2. AM/FM Sound – 3:14
3. Cameras – 3:32
4. Red Paint – 3:06
5. Where You're Coming From – 4:09
6. Good for Great – 3:50
7. Northeast – 2:51
8. Wires - 3:58
9. Silver Tiles – 3:36
10. Ice Melts – 3:45